# Ricardo Costa (football)
Pour les articles homonymes, voir Ricardo Costa et Costa.
Ricardo Miguel Moreira da Costa né le 16 mai 1981 à Vila Nova de Gaia, est un  footballeur international portugais, reconverti entraîneur. Il est l’actuel entraîneur du CD Feirense.

## Biographie

### Ses débuts
Il fait ses débuts professionnels avec le FC Porto avec lequel il remporte trois titres de champion du Portugal. Il est également de la belle aventure européenne du club portuan, en remportant aux côtés de José Mourinho la Ligue des champions.
Réputé pour sa hargne et son engagement physique, il s'adapte vite au football allemand et remporte notamment le titre de champion de la Bundesliga en 2009 avec le club du VfL Wolfsburg.

### Lille
Il aurait signé un pré-contrat avec le Valence CF pour la saison 2010-2011, néanmoins il s'engage pour 6 mois avec le LOSC le 29 janvier 2010,.
Toutefois, il affirme qu'il pourrait rester au club du LOSC la saison suivante en cas de qualification en Ligue des champions ou si le LOSC est champion. Il n'a en effet signé aucun contrat pour la saison 2010-2011 malgré de nombreuses offres.
Il joue son premier match en tant que titulaire le 13 février 2010 dans le cadre de la 24e journée de Ligue 1 au Stadium Nord, participant activement à la victoire du LOSC face à l'USBCO (3-1). Malgré son but lors de la 38e journée face au FC Lorient, le LOSC perd cet ultime match et se contente de la quatrième place et la Ligue Europa au lieu de la Ligue des champions.
À la suite de cette non-qualification, il choisit de ne pas rester au LOSC pour la saison suivante, mais de rejoindre le club espagnol Valence CF.

### FC Valence
Très peu utilisé à Valence par son entraîneur de l'époque, Unai Emery, une nouvelle chance se présente à lui à la suite de l'arrivée de son nouvel entraîneur, Mauricio Pellegrino. Son fort caractère qui auparavant était l'un de ses plus gros défauts, devient pour la formation de l'ancien défenseur argentin, un véritable atout. Ainsi, il postule même pour le poste de capitaine au sein de l'équipe pour la saison 2012-2013, et fait part de son envie de rester au club jusqu'à la saison 2015. Le 30 avril 2013, il prolonge son contrat d'une année supplémentaire. Mais durant le mercato estival 2014, il finit tout de même par résilier son contrat à l'amiable avec le club. Il restera dans les mémoires des supporters ché pour ses sacrifices et ses efforts faits sur le terrain mais surtout pour son professionnalisme du début à la fin, ce qui sera confirmé par le président du club dans un communiqué.

### En sélection
International portugais, il possède neuf sélections en équipe du Portugal. Sa première sélection a lieu le 9 février 2005 à Dublin pour le match Irlande-Portugal (1-0).
Il participe à la Coupe du monde de football 2006.
Il est convoqué pour la Coupe du monde 2010 avec l'équipe du Portugal, où il joue deux des quatre matches.

## Carrière
| Saison           | Club          | Pays      | Championnat      | Championnat | Championnat | Championnat  | Championnat  | Championnat  | Europe | Europe | Europe |
| Saison           | Club          | Pays      | Division         | Matchs      | Buts        | Temps de jeu | Cartons      | Cartons      | Coupe  | Matchs | Buts   |
| ---------------- | ------------- | --------- | ---------------- | ----------- | ----------- | ------------ | ------------ | ------------ | ------ | ------ | ------ |
| Saison           | Club          | Pays      | Division         | Matchs      | Buts        | Temps de jeu | Carton jaune | Carton rouge | Coupe  | Matchs | Buts   |
| 2001 - 2002      | FC Porto      | Portugal  | Primeira Liga    | 6           | 0           | ?            | ?            | ?            | /      | /      | /      |
| 2002 - 2003      | FC Porto      | Portugal  | Primeira Liga    | 10          | 0           | ?            | ?            | ?            | /      | /      | /      |
| 2003 - 2004      | FC Porto      | Portugal  | Primeira Liga    | 9           | 1           | ?            | ?            | ?            | /      | /      | /      |
| 2003 - 2004      | FC Porto      | Portugal  | Primeira Liga    | 9           | 1           | ?            | ?            | ?            | /      | /      | /      |
| 2004 - 2005      | FC Porto      | Portugal  | Primeira Liga    | 24          | 1           | ?            | ?            | ?            | C1     | 6      | 1      |
| 2005 - 2006      | FC Porto      | Portugal  | Primeira Liga    | 18          | 0           | ?            | ?            | ?            | C1     | 3      | 0      |
| 2006 - 2007      | FC Porto      | Portugal  | Primeira Liga    | 8           | 0           | ?            | ?            | ?            | C1     | 2      | 0      |
| 2007 - 2008      | VfL Wolfsburg | Allemagne | Bundesliga 1     | 20          | 2           | ?            | ?            | ?            | /      | /      | /      |
| 2008 - 2009      | VfL Wolfsburg | Allemagne | Bundesliga 1     | 11          | 3           | ?            | ?            | ?            | C3     | 6      | 0      |
| 2009 - jan. 2010 | VfL Wolfsburg | Allemagne | Bundesliga 1     | 11          | 1           | ?            | 2            | 0            | C1     | 5      | 0      |
| jan. 2010 - 2010 | Lille         | France    | Ligue 1          | 10          | 1           | 310          | 3            | 2            | C3     | /      | /      |
| 2010 - 2011      | FC Valence    | Espagne   | Primera División | 29          | 0           | 2409         | 9            | 1            | C1     | 7      | 1      |

Dernière mise à jour : 23 mai 2011

## Palmarès
- Champion d'Allemagne en 2009 avec le VfL Wolfsburg
- Champion du Portugal en 2003, 2004 et 2006 avec le FC Porto
- Vainqueur de la Ligue des champions en 2004 avec le FC Porto
- Vainqueur de la Coupe UEFA en 2003 avec le FC Porto
- Vainqueur de la Coupe du Portugal de football en 2003 et 2006 avec le FC Porto
- Vainqueur de la Supercoupe du Portugal en 2003 et 2004 avec le FC Porto
- Vainqueur de la Coupe intercontinentale en 2004 avec le FC Porto
- Vainqueur du Trophée Naranja en 2010, 2011, 2012 et 2013 avec le Valence CF